# Chappell Roan
Kayleigh Rose Amstutz (Willard, Misuri, 19 de febrero de 1998), conocida por su nombre artístico Chappell Roan, es una cantante y compositora estadounidense. Su música está inspirada en el synth pop de los años 80 y éxitos pop de principios de los años 2000. Su estética está fuertemente influenciada por las drag queens y la industria del circo. Su música ha sido calificada como camp. 
Cuando tenía 17 años, subió una canción titulada «Die Young» a YouTube. En 2017, firmó con la discográfica Atlantic Records y lanzó su primer EP, School Nights. Su sencillo de 2020 «Pink Pony Club» ayudó a Chappell a alcanzar prominencia, y dejó el sello discográfico ese mismo año para firmar con Amusement Records e Island Records. Tras una serie de lanzamientos independientes, su álbum debut, The Rise and Fall of a Midwest Princess, fue lanzado en 2023 y debutó en la posición dos del Billboard 200.

## Primeros años
Nació en Willard, Misuri, el 19 de febrero de 1998. Adoptó el nombre artístico de Chappell Roan en honor a su abuelo Dennis K. Chappell, quien falleció de cáncer cerebral en 2016; su canción favorita era «The Strawberry Roan» de Curley Fletcher. Ha expresado su desagrado por su nombre de nacimiento. Es la hermana mayor de 4 hermanos, su madre es veterinaria y su padre es médico.
Alrededor de los 10-11 años, comenzó a tocar el piano. A los 13 años, se presentó en público por primera vez, sorprendiendo a sus padres y abuelos al cantar y acompañarse al piano con su propia versión de «The Christmas Song» en un festival navideño en 2011. A los 14-15 años, comenzó a subir versiones de canciones a YouTube, captando la atención de varios sellos discográficos. Al entrar en su adolescencia, comenzó a componer canciones. Cuando tenía 17 años, subió una canción original titulada «Die Young» a YouTube. Posteriormente, viajó a Nueva York para varios showcases musicales, lo que llevó a que firmara con el sello discográfico Atlantic Records. Roan más tarde describió cómo se perdió muchas experiencias de la infancia en el «caótico» comienzo de su carrera musical, incluidas la fiesta de graduación y su graduación de secundaria.
Vivió con sus padres en Misuri hasta 2017, volando con ellos a Los Ángeles o la ciudad de Nueva York cuando era necesario. Es queer y ha declarado que se sintió capaz de vivir abiertamente como mujer queer cuando se mudó a Los Ángeles en 2018.

## Carrera

### 2017-2021: primeros trabajos
El 3 de agosto de 2017, Roan lanzó su primer sencillo, titulado «Good Hurt». La canción fue revisada favorablemente en Interview, donde un artículo elogió su «madurez sorprendente y vocales inusualmente profundas». El 22 de septiembre de 2017, lanzó un EP titulado School Nights a través de Atlantic Records. También en 2017, fue telonera de Vance Joy en su Lay It On Me Tour.
En 2018, Roan se mudó de Springfield, Misuri, a Los Ángeles. Más tarde, describió sentirse «abrumada por completo amor y aceptación» después de la mudanza, afirmando que le permitió comenzar a «escribir canciones como la verdadera yo». De enero a marzo, hizo una gira por Estados Unidos con Declan McKenna.
Roan comenzó a trabajar con Dan Nigro a principios de 2020. En abril de 2020, Roan lanzó «Pink Pony Club». El sencillo fue producido por Nigro y su video musical fue dirigido por Griffin Stoddard. Un año después de su lanzamiento, Vulture describió «Pink Pony Club» como «la Canción del Verano 2021», llamándola un «bangarang sintético contagioso». Roan citó una visita a The Abbey, un bar gay en West Hollywood, como inspiración para la canción. Para agosto de 2022, la canción había sido reproducida más de 10 millones de veces en Spotify. «Pink Pony Club» no fue lo suficientemente rentable para Atlantic, quien dejó a Roan del sello en 2020. Su pareja de cuatro años rompió con ella la misma semana, y pasó los siguientes dos años trabajando como asistente de producción, así como barman y niñera para mantenerse.
A principios de 2021, el éxito de la canción «Drivers License» de Olivia Rodrigo desvió la atención de Dan Nigro de Roan mientras trabajaba en Sour con Rodrigo; Roan no pudo encontrar a un colaborador a quien le gustara tanto. Luego regresó brevemente a Misuri para trabajar en su música de manera independiente mientras trabajaba en un drive-through.

### 2022-presente:The Rise and Fall of a Midwest Princess

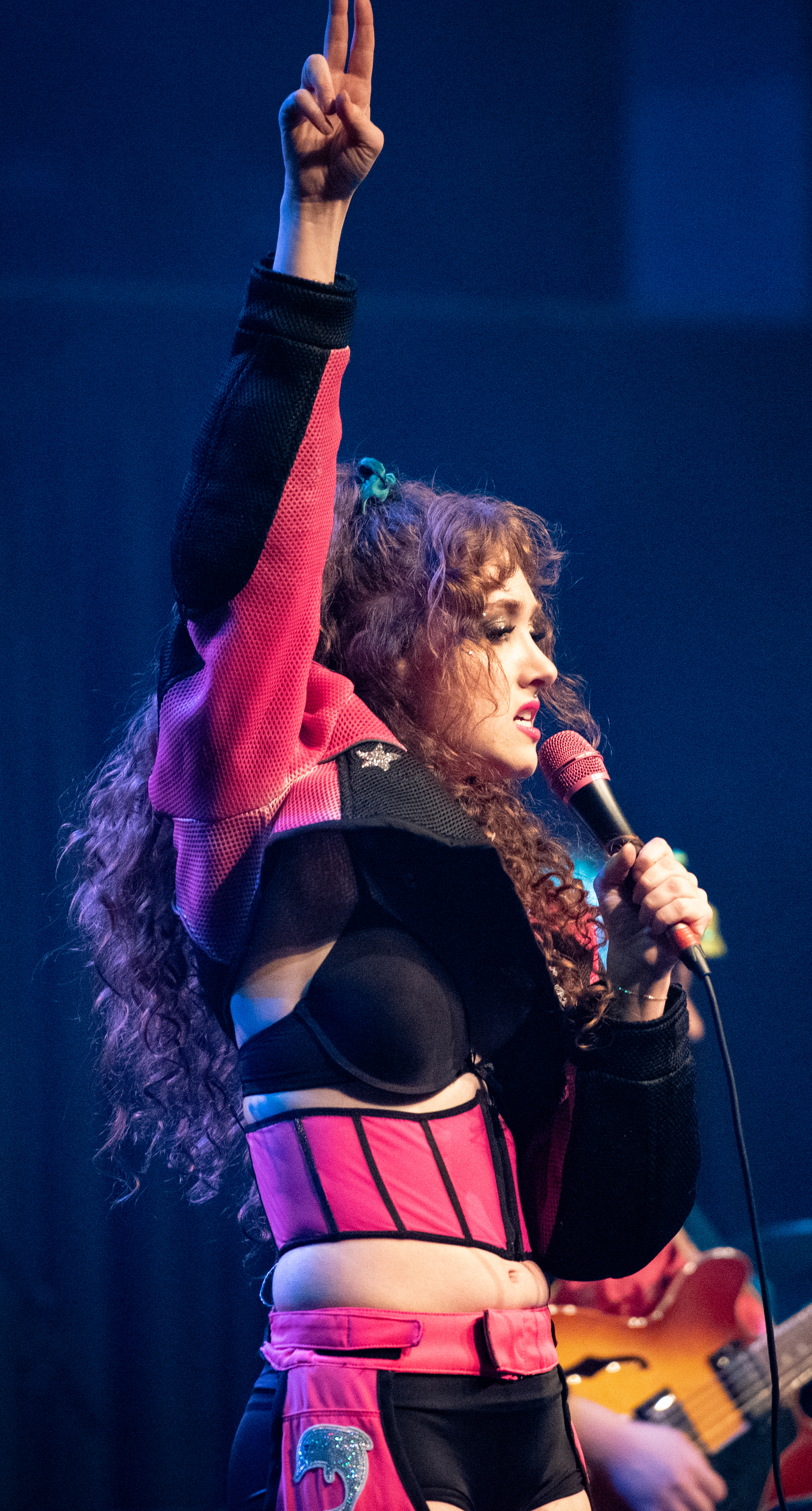
Roan en 2022

En 2022, Roan regresó a Los Ángeles para seguir trabajando en su música de manera independiente mientras trabajaba en una serie de trabajos, incluyendo como asistente de producción y trabajando en una tienda de donas. Luego obtuvo un contrato de publicación con Sony y para marzo pudo trabajar nuevamente con Dan Nigro para crear «Naked in Manhattan». En marzo del mismo año, Roan lanzó «Naked in Manhattan». La canción fue su primer lanzamiento en dos años y su primera como artista independiente. NPR la describió como un «tema queer girl» con letras «tiernas, nostálgicas» y «coquetas pero inciertas». Roan también fue seleccionada como acto de apertura para Olivia Rodrigo en las presentaciones de la gira Sour Tour y para Fletcher en su «Girl of My Dreams Tour». En agosto, lanzó un segundo sencillo independiente, «Femininomenon». Earmilk describió la canción como «tan divertida y ruidosa pero tan intrincada» y señaló que era diferente a los lanzamientos anteriores de Roan. Roan afirmó que la canción, producida por Dan Nigro, era un intento de «salirme con la mía siendo lo más ridícula posible». Un video musical autodirigido presentó a Roan montando una moto de tierra. Roan lanzó otro sencillo, «Casual», en 2022 después de comenzar a trabajar en él con Dan Nigro en 2020. La canción, que tiene letras que critican a una pareja romántica que se niega a comprometerse, fue inspirada por una breve relación que Roan tuvo durante la pandemia que terminó con su pareja diciendo que había conocido a alguien más. Morgan St. Jean también trabajó en la canción, que tiene un sonido triste inspirado en Mazzy Star y Radiohead.
En 2023, Roan inició la gira Naked in North America Tour. Compartió un tema con los fanes para cada parada en la gira, sugiriendo outfits y proporcionando tutoriales de maquillaje en las redes sociales mientras hacía sus propios trajes camp. Inspirada por Orville Peck, Roan eligió contratar drag queens como actos de apertura para la gira. Los conciertos de la gira recibieron críticas positivas en The Harvard Crimson y Variety, con Jem Aswad describiéndolo como un concierto donde «reconoces cuando la carrera de un artista más o menos nuevo está a punto de despegar» similar a Billie Eilish en 2019 o Lorde en 2013 y caracterizando a Roan como una superestrella. Roan también firmó con Island Records bajo el sello de Dan Nigro Amusement Records y KRA International. El 17 de mayo, lanzó un sencillo de su próximo álbum, Red Wine Supernova, con un video musical acompañante. El 13 de septiembre se anunció que Roan abriría para Olivia Rodrigo en su Guts World Tour en Estados Unidos y Canadá de febrero a abril de 2024. El 22 de septiembre del mismo año, Roan lanzó su primer álbum completo, The Rise and Fall of a Midwest Princess, y comenzó su segunda gira principal por Norteamérica, la Midwest Princess Tour. La Midwest Princess Tour, que terminó en la primavera de 2024, recorrió Norteamérica y tuvo shows en Londres, París, Berlín, Melbourne, Brisbane, Sídney y Ámsterdam. Roan donó $1 por cada entrada vendida a la organización sin fines de lucro For the Gworls y abrió cada espectáculo con drag queens.
En marzo de 2024, para conmemorar el 65 aniversario del Día Internacional de la Mujer, Roan fue una de varias celebridades femeninas que tuvieron su imagen convertida en una muñeca Bratz. También ese mes, NPR Music lanzó la actuación de Roan en el Tiny Desk Concert.
El 5 de abril, Roan lanzó el sencillo «Good Luck, Babe!», descrito como «la primera canción del próximo capítulo». Descrita por Billboard como un «avance bien merecido», la canción logró 7 millones de reproducciones en su primera semana, fue listada en el Top 10 de Spotify y debutó en el número 77 en el Billboard Hot 100. También en abril, Roan actuó en Coachella.
El 13 de marzo de 2025, Roan lanzó el sencillo «The Giver», una incursión en el género country-pop que marca un cambio estilístico respecto a sus trabajos anteriores. La canción, escrita junto a Dan Nigro, presenta instrumentación tradicional del country, como el uso destacado del violín, y letras que exploran la intimidad desde una perspectiva queer, desafiando las convenciones del género. «The Giver» fue interpretada por primera vez en noviembre de 2024 durante su presentación en Saturday Night Live y fue promocionada con una campaña de marketing que incluía vallas publicitarias y un número de teléfono interactivo. Roan describió la canción como una forma de reconectar con sus raíces en Missouri y expresó que, aunque no planea un álbum completamente country, este sencillo representa su visión personal del género.

### Influencia cultural
En 2024, Roan dio una conferencia como invitada en la Facultad de Medicina de Harvard.
En agosto de 2024, la campaña presidencial de Kamala Harris lanzó una gorra de béisbol con las palabras "Harris Walz" en un estilo similar a la gorra de béisbol de merchandising "Midwest Princess" de Roan. En respuesta, Roan solo tuiteó "¿Esto es real?".

## Discografía

### Álbumes de estudio
| Título                                  | Detalles                                                                                   |
| --------------------------------------- | ------------------------------------------------------------------------------------------ |
| The Rise and Fall of a Midwest Princess | - Publicado: 22 de septiembre de 2023 - Discográfica: Island, Amusement, KRA International |

### EP
| Título        | Detalles                                                       |
| ------------- | -------------------------------------------------------------- |
| School Nights | - Publicado: 22 de septiembre de 2017 - Discográfica: Atlantic |

### Videos musicales
| Título                                     | Año  | Dirigido por                   |
| ------------------------------------------ | ---- | ------------------------------ |
| «Good Hurt»                                | 2017 | Griffin Stoddard               |
| «Die Young»                                | 2018 | Catie Laffoon                  |
| «Sugar High»                               | 2018 | Ethan Seneker                  |
| «Pink Pony Club»                           | 2020 | Griffin Stoddard               |
| «Naked in Manhattan»                       | 2022 | Ryan Clemens and Chappell Roan |
| «My Kink Is Karma»                         | 2022 | Hadley Hillel                  |
| «Casual»                                   | 2022 | Hadley Hillel                  |
| «Kaleidoscope» (Official Live Performance) | 2023 | Hadley Hillel                  |
| «Red Wine Supernova»                       | 2023 | Ryan Clemens                   |
| «Hot to Go!»                               | 2023 | Jackie! Zhou                   |
| «Super Graphic Ultra Modern Girl»          | 2023 | Jackie! Zhou                   |

## Giras y conciertos
Principales
- Naked in North America Tour (2023)
- The Midwest Princess Tour (2023–2024)[41][42]
- Vision of Damsels & Other Dangerous Things (2025)[43]

Compartidas
- Vance Joy – Lay It On Me Tour (2017)
- Declan McKenna – What Do You Think About The Car? Tour (2018)
- Olivia Rodrigo – Sour Tour (2022)
- Ben Platt – The Reverie Tour (2022)
- Fletcher – Girl of My Dreams Tour (2022)
- Olivia Rodrigo – Guts World Tour (2024)
- Primavera Sound (2025)

## Premios y nominaciones
| Año  | Premio                          | Trabajo            | Categoría                            | Resultado |
| ---- | ------------------------------- | ------------------ | ------------------------------------ | --------- |
| 2024 | Grammy                          | «Good Luck, Babeǃ» | Mejor Artista Nuevo                  | Ganadora  |
| 2025 | Nickelodeon Kids' Choice Awards | Chappell Roan      | Revelación musical femenina favorita | Nominada  |
| 2025 | Nickelodeon Kids' Choice Awards | «Pink Pony Club»   | Canción viral favorita               | Nominada  |